# Port lotniczy Lošinj
Port lotniczy Lošinj (IATA: LSZ, ICAO: LDLO) – port lotniczy położony 5,9 km od miejscowości Mali Lošinj, na wyspie Lošinj, w Chorwacji.